# يسبر دروست
يسبر دروست (بالهولندية: Jesper Drost)‏ (11 يناير 1993 بنونسبيت في هولندا - ) هو لاعب كرة قدم هولندي في مركز الوسط. شارك مع منتخب هولندا تحت 17 سنة لكرة القدم ومنتخب هولندا تحت 19 سنة لكرة القدم ومنتخب هولندا تحت 21 سنة لكرة القدم. أما مع النوادي، فقد لعب مع بي إي سي زفوله ونادي غرونينغن.

## روابط خارجية
- يسبر دروست على موقع الاتحاد الأوربي (الإنجليزية)
- يسبر دروست على موقع قاعدة بيانات كرة القدم.إي يو (الإنجليزية)
- يسبر دروست على موقع Soccerway.com (الإنجليزية)
- يسبر دروست على موقع عالم كرة القدم.نت (الإنجليزية)
- يسبر دروست على موقع AS.com (الإسبانية)